# Phlogis kibalensis
Phlogis kibalensis — вид цикадок з підродини Signoretiinae. Описаний у 2022 році.

## Поширення
Вид виявлений в національному парку Кібале на заході Уганди під час студентської екскурсії з Англійського університета Рескіна.

## Опис
Від інших видів роду, відомих з Африки (P. mirabilis), він відрізняється формою едеагуса, зокрема формою субапікальних бічних відростків, а також формою стилюса та деякими аспектами забарвлення.